# Paulina Cabrero y Martínez
Paulina Cabrero y Martínez (Madrid, 1 de febrer de 1822 - 21 de gener de 1901). Fou una compositora i cantant espanyola madrilenya que gaudí de gran fama als salons privats i soirées musicals de l'Espanya isabelina. Ressenyada com una autora jove i inspiradora per les seves cançons brillants, originals, per la seva harmonia i per la novetat dels seus acompanyaments, resulta ser a més la primera dona en compondre i publicar una col·lecció de peces per veu i piano a Espanya amb el conjunt Primeras inspiraciones musicales, editades a La Iberia Musical (núm.27) el 1842.

## Biografia
Rep les seves primeres classes de música de la seva mare. Més tard estudia amb José Cruz i posteriorment amb Mariano Rodríguez de Ledesma. Comença a actuar als set anys i als tretze escriu el seu primer romanç: Temores de la inocencia. Després de ser nomenada sòcia emèrita del Liceu madrileny comença a estudiar amb Saldoni. Època en la qual compon i publica el seu  Himno a S. M. La Reina Gobernadora y sus excelsas hijas, amb text de Larrañaga per a cor a quatre veus i acompanyament de piano.
Al 1840 va emprendre un viatge amb el seu pare a París on va rebre lliçons de cant de Giulio Marco Bordogni (1789 – 1856) i va conèixer les siorées parisenques. Al seu retorn a Madrid compon la col·lecció Primeras Inspiraciones Musicales (1842) que marquen l'inici de la seva carrera com a compositora. Durant aquells anys el saló del seu pare, Pablo Cabrero, era un dels més cotitzats i sovint la Paulina també hi cantava i tocava ens els concerts que organitzava Espín i Guillén.
Amb aquest primer cicle de cançons publicades per Lodre al 1842, que sembla que fou la primera obra musical editada a Espanya escrita per una dona, va guanyar una notable popularitat. Las Inspiraciones musicalesi la melodia La tumba de mi madres'estrenen en un concert privat que se celebra a casa del seu pare, la ressenya d'aquestes es publicà a La Iberia Musical (nª18, 1-V-1842) on Soriano no va escatimar elogis per aquella compositora aficionada No era una opinió aïllada, ja que les crítiques que apareixerien a “El anfitrión Matritense”(nª2, 13-I-1843) també van ser molt favorables. Una altra ressenya crítica de la col·lecció es publicà al “Seminario Pintoresco Español”:
Hemos visto el precioso álbum que, con el título de Primeras Inspiraciones Musicales, acaba de ofrecer al público la señorita Paulina Cabrero y Martínez, un de nuestras primeras notabilidades filarmónicas de salón […] La señorita Paulina, además del servicio que ha hecho con sus trabajos al arte filarmónico español, ha precisado de paso otro no menos importante a nuestro hermoso panorama, ha demostrado claramente (si ya no lo estuviera al alcande de todos los hombres pensadores) que el habla de Cervantes es tan propia y adecuada para el canto como la de Metastasio.
Després de l'èxit d'aquella obra publica la col·lecció Ecos de Alegria,un altre conjunt de cançons espanyoles amb text de Romero Larrañaga (Lorde, 1843), àlbum més homogeni que l'anterior. Molt bones critiques despertaren també els seus Villancets de Nadal que publicà també l'any 1843:
Los Villancicos que se han ejecutado en la noche 24 de diciémbre último, del 1 y 6 de gener de 1843, son una hoja de laurel que de hoy más tiene que entreteger Paulina Cabrero à su corona artística. Paulina logra reunir una sociedad escogida de jóvenes artistas, que ensayados por ella misma ejecutan sus composiciones con una rara perfección.
Dos anys després, al 1844, Cabrero publica a “La Iberia Musical” la cançó Los suspiros i comença la composició d'una òpera, de la qual algunes parts són representades al palau real davant la reina i Liszt, qui la visità l'endemà amb la intenció d'escoltar més composicions seves. L'any següent realitza un segon viatge a París on coneixeria a Gaetano Donizetti, Giaccomo Meyerbeer, Calli i Manuel Patricio García de qui rep classes de cant i a Londres segueix tenint concerts. Després de casar-se amb el militar Mariano de Ahumada fixa la seva residència a Valladolid i obre un saló en el qual organitzaven concerts i soirées mentre seguia component i cantant. Finalment, l'any 1851 torna a Madrid i inaugura una altra tertúlia musical i abandona la composició, potser per dedicar-se a les feines domèstiques, no queda clar. S'ignora la data de la seva mort.
Paulina Cabrero va compondre 56 obres, la majoria d'elles eren cançons religioses i líriques com constata Saldoni en el seu Diccionario biográfico-bibliográfico de efemérides de músicos:
Si en 1866 había escrito la señora de Ahumada cincuenta y seis obras, calcúlese cuántas más no habrá compuesto hasta hoy día, Enero de 1880, que han pasado ya catorce años, y constándonos además que sigue escribiendo con tanto entusiasmo y pasión como en los primeros años de sus estudios. ¡Bravo! ¡Bien por la entusiasta filarmónica!

## Estils i composicions

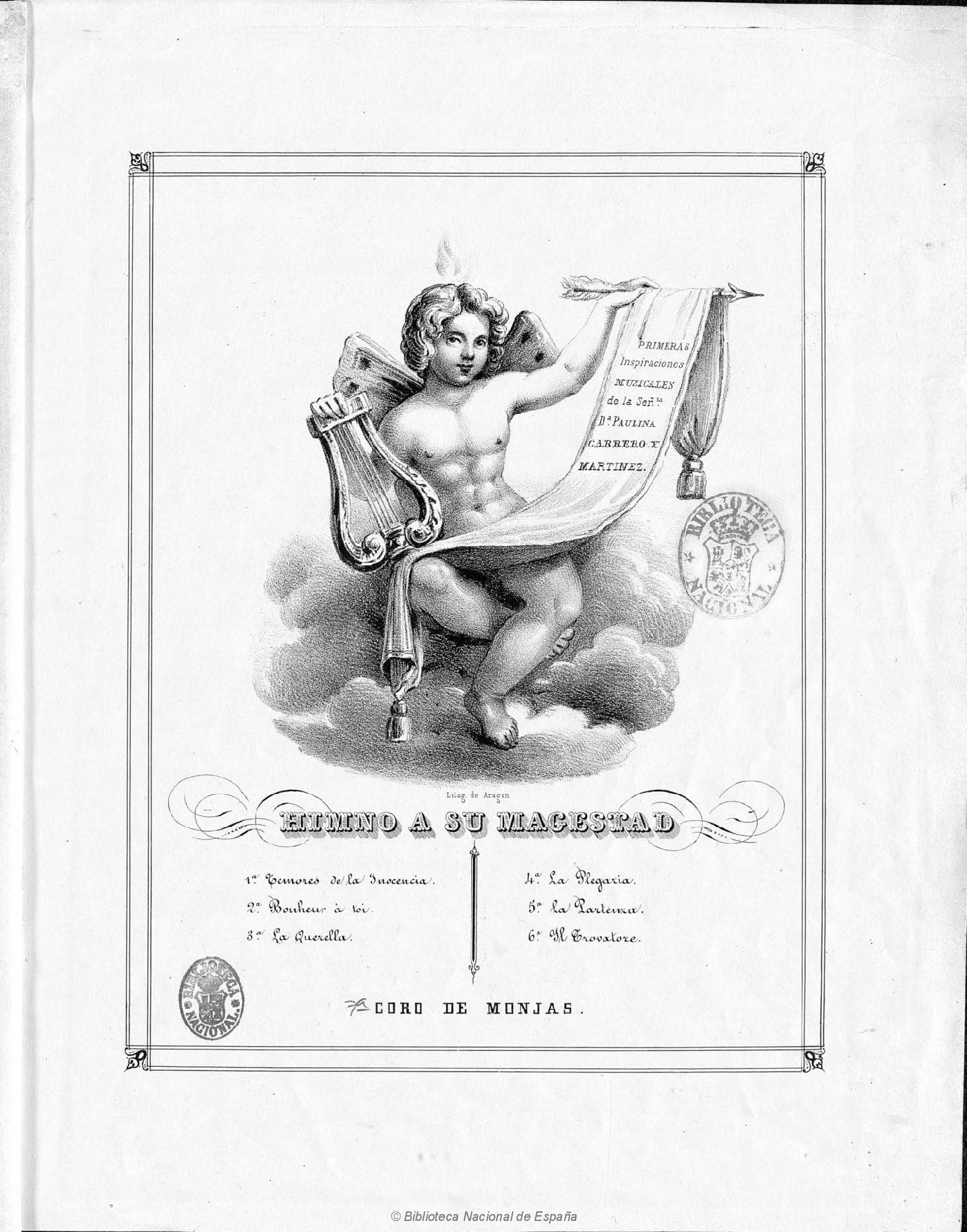
Primeres impressions musicals: Himno a su magestad, Temores de la inocencia, Bonheur à toi, La Querella, La plegaria, La partenza, Il trovatore i Coro de monjas.

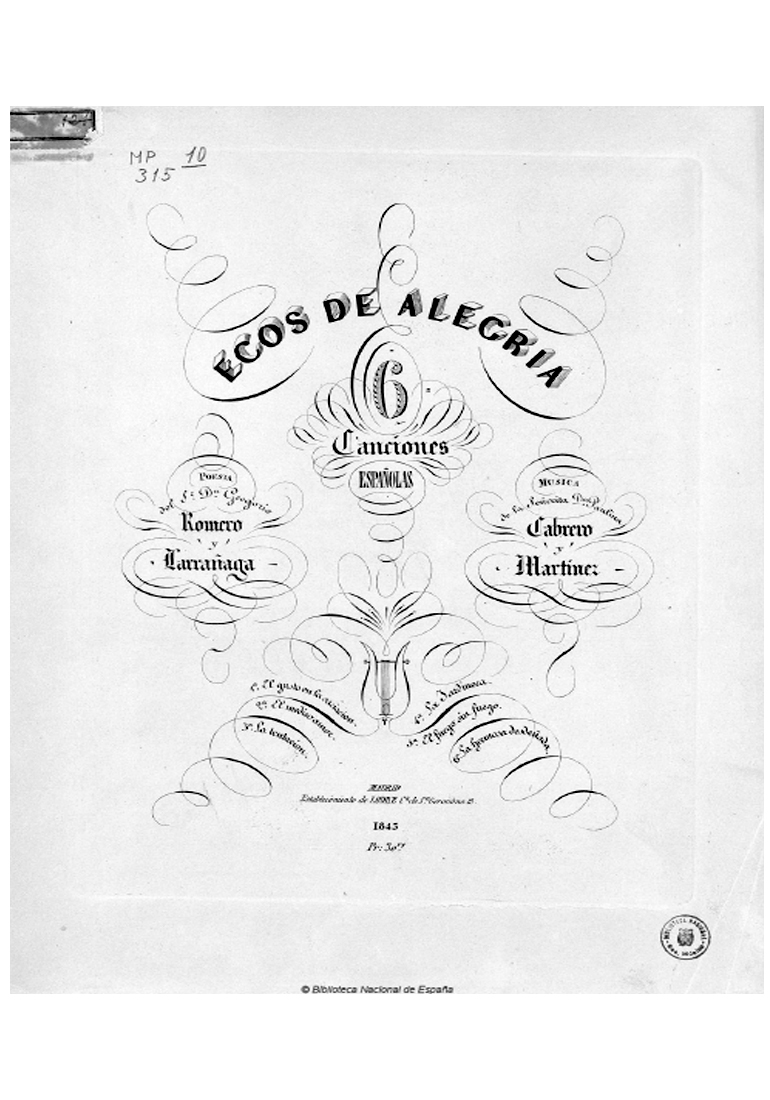
Ecos de alegría: El gusto de la variación, El médico amor, La tentación, La jardinera, El fuego sin fuegos i La hermosa desdeñada.Poesia de Gregorio Romero de Larrañaga i música de Paulina Cabrero y Martínez.

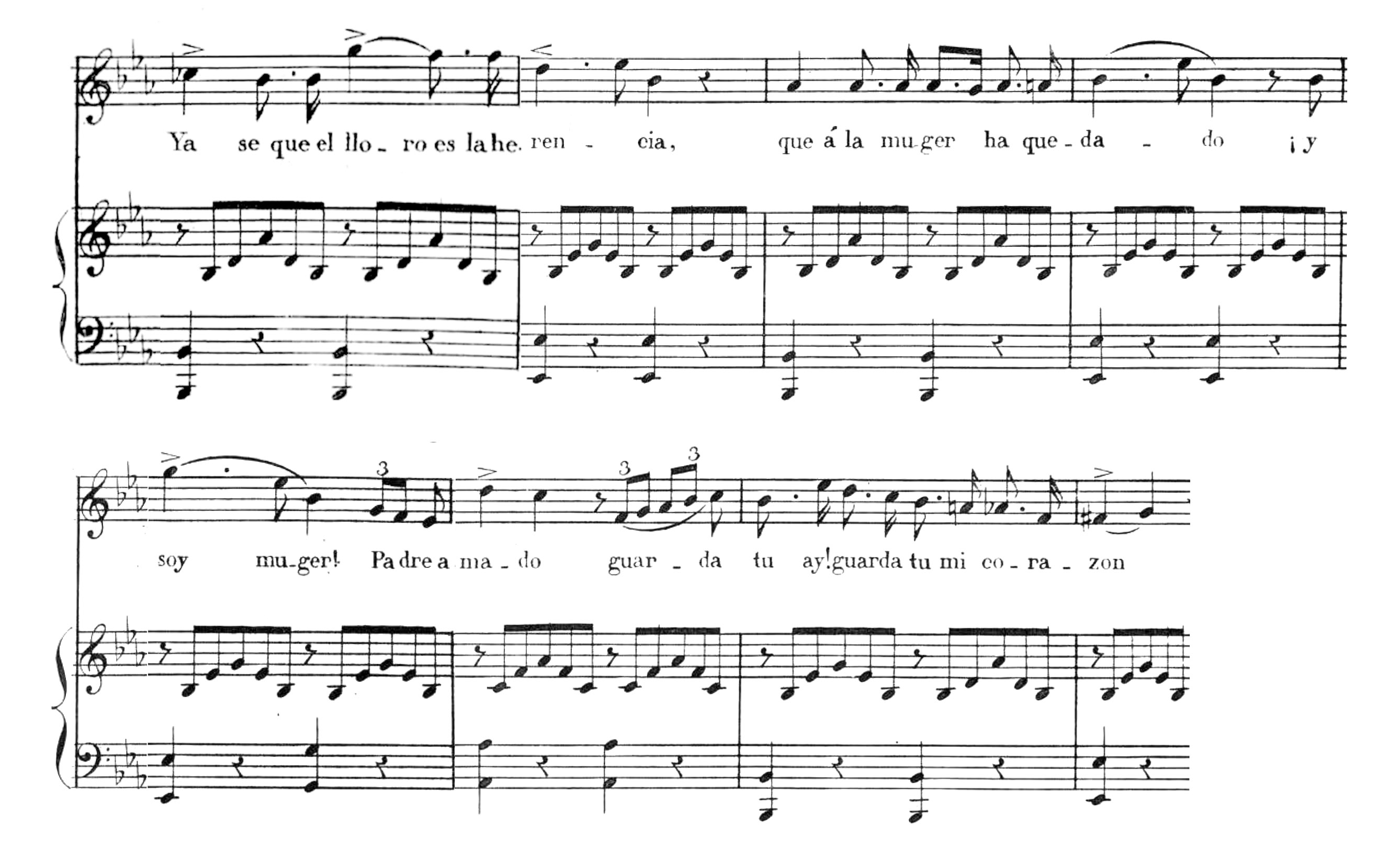
Temores de la inocencia de Paulina Cabrero

Destaquen Primeras inspiraciones Musicales. Aquestes constitueixen un variat recull de peces líriques en diferents idiomes i estils que recorden a les cançons (soirées) de Donizetti. Conjunt format per 7 obres vocals i una per cor:
- Temores de la inocencia (amb text de Romero Larrañaga) que és definida per Espín com: ‘’canción española del género serio’’..
- Bonheur a toi, romanç francès amb acompanyament opcional per a piano o arpa sobre un poema d'Emile Barateau.
- La querella, arieta italiana amb text de Metastasio, del tipus de les que es publiquen a París en aquells anys.
- Sálvame Virgen María, pregaria amb versos de Romeo de Larrañaga.
- La partenza que es una melodia italiana amb versos de Metastasio, composta en línia des comiats que tant èxit havien aconseguit als anys 20 i 30.
- Il trovator, romanç en italià amb versos originals de Larrañaga.
- Coro de monjas, que estava pensada per ser interpretada per un cor i un orgue. Amb versos de Ramón de Navarrete, un autor de modo aleshores.

Va ser també molt famós el seu Ecos de alegría,conjunt de cançons homogènies que inclou sis obres:El gusto de la variación, El médico amor, La tentación, La jardinera, El fuego sin fuegos y La hermosa desdeñada.Totes són purament bellinianes. Estan precedides per petits preludis i un acompanyament que servei exclusivament al sosteniment de la melodia en sintonia amb el bel canto italià  i en elles podem trobar harmonitzacions per terceres, abundants apoiatures, salts d'octava, sèptima i novena, així com la utilització excessiva dels acords de sèptima i novena disminuïda i dels cromatismes.
Com defineix Emilio Casares, en cap de les cançons hi ha intenció d'afegir cap element hispànic o d'influència popular. Les obres són significants com a exemple del moment àlgid de la influencia de Bellini que Cabrero hauria recollit de l'ambient i dels seu ofici d'intèrpret operística.
No obstant això, segueix estant esquitxada de figuració rítmica i modulacions de gust espanyol. Paulina elabora sempre delicades melodies estròfiques, adequades a les poesies de Lagarraña, en les quals, a vegades, hi podem trobar influències de la música de dansa i la presència del ritme de seguidilla a El gusto en la variación,La jardinera o El Médico amor,així com evocacions ocasionals a la gamma andalusa com en La tentación, La hermosa desdeñada, El fuego sin fuego o la jardinera.
No només en aquestes composicions sinó a tota la seva obra, cal destacar la col·laboració amb el poeta romàntic Gregorio Romero Larrañaga (1814 – 1872). S'han localitzat una vintena de cançons amb versos d'aquest, resident del Parnasillo i director del diari La Mariposa, considerat per la crítica literària com un dels poetes de moda en el Madrid romàntic, de la mateixa altura que Zorrila, Gil y Carrasco, Bermúdez de Casto o Campoamor.
Aquest són alguns dels versos de Larrañaga que van ser musicats per Paulina Cabrero a Temores de la inocencia (Primeras inspiraciones musicales)i La hermosa desdeñada (Ecos de Alegría).
Els ritmes enganxosos, la uniformitat, la innocència, el sentimentalisme dolç, la melancolia, la tendresa potser embafadora, la voluptuositat en el dolor, l'impudor subjectiu, el patetisme i la preciosa tristesa són producte d'aquella onada de romanticisme europeïtzant o afrancesat que va envair la lírica espanyola els anys de la regència. Aquest tipus de poesia s'acomoda a la perfecció a l'estil de la compositora, de forma que l'obra lírica de Paulina bé podria qualificar-se com un clar exponent d'una melodia romàntica, tant per la poesia com per les referències belcantistes i franceses que es perceben en elles.

## Obres
- Primeras inspiraciones musicales (1842),Himno en loor a la reina, Temores de la inocencia, Bonheur à toi, La Querella, La Plegaria, La Partenza, Il trovatore y Coro de Monjas.
- Colección de villancicos: La adoración de los pastores, El nacimiento de dios, La noche buena, El misterio de Belén(1843?)
- Benedictus, 3V, órg, arp (1843)
- Ecos de alegría: El gusto en la variación, El médico amor, La tentación, La jardinera, El fuego sin fuegos, La hermosa desdeñada(1843)
- La tumba de mi madre (1844)
- Los suspiros (1844)
- Padre mío de mi vida, guarda tu mi corazón (1845?)
- A Dios: despedida a la Stma. Virgen(1871)
- Agustina de Aragón: gran jota aragonesa (1893)